# Salsa
 (janvier 2022).
Si vous disposez d'ouvrages ou d'articles de référence ou si vous connaissez des sites web de qualité traitant du thème abordé ici, merci de compléter l'article en donnant les références utiles à sa vérifiabilité et en les liant à la section « Notes et références ».
Pour les articles homonymes, voir salsa (homonymie).
Genres dérivés
salsa-ragga et salsaton
Genres associés
timba
La salsa (de l'espagnol, littéralement « sauce » et, au sens figuré, « charme, piquant ») est un genre musical ayant des racines cubaines. Le terme salsa désigne également la danse de couple qui s'effectue sur cette musique. Cette musique de danse au tempo vif est populaire dans le monde entier.
La salsa vient de l'île de Cuba et remonte aux anciens esclaves déportés d'Afrique dans les Caraïbes par les Espagnols. C'est sur cette île que cette musique est le plus souvent jouée, accompagnée d'instruments à percussion, comme les congas ou le tambourin, typiques de la salsa.  
Né au milieu des années 1950, le casino est à son origine ; la salsa, quant à elle, a été popularisée par des musiciens portoricains à New York dans les années 1960, et par son principal promoteur, le dominicain Johnny Pacheco, alors qu'elle s'était déjà répandue lors de la décennie précédente dans les Caraïbes et principalement sur l'île de Cuba.  
La salsa s'est finalement répandue dans toute la Colombie et dans le reste de l'Amérique, donnant naissance à des scènes régionales portoricaines, panaméennes, vénézuéliennes, cubaines, dominicaines, colombiennes, équatoriennes et d'autres pays latino-américains. La salsa regroupe plusieurs sous-genres, chacun avec son propre rythme et son propre arrangement musical ; elle englobe divers styles tels que la salsa dura, la salsa romantica et la timba.
Un musicien (ou chanteur) ou bien danseur de salsa est appelé salsero (salsera au féminin).

## Musique

### Formation typique

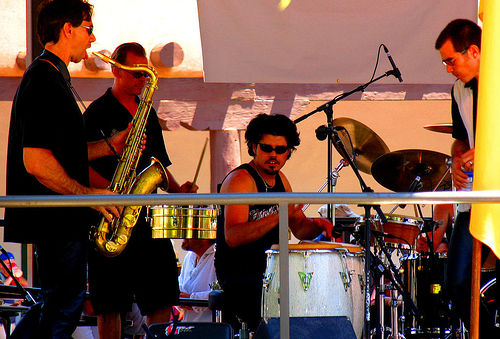
Un groupe de salsa

Les instruments utilisés dans la salsa sont le résultat de plusieurs siècles d’innovation et de développement. Comme les cultures autochtones ont été virtuellement détruites par les colonisateurs européens, il reste peu de preuves de leurs contributions musicales. Certains termes et instruments ont cependant survécu.
La formation typique comprend :
- une section rythmique :
  - basse ou contrebasse : son rythme est appelé tumbao,
  - piano : son rythme est le montuno, adapté du rythme joué au tres. C'est Arsenio Rodriguez qui a enseigné à son pianiste à jouer ce rythme,
  - plusieurs percussions parmi les instruments suivants :
    - clave : c'est à la fois un instrument de percussion composé de deux bâtons, et un motif rythmique joué traditionnellement par cet instrument qui sert de base pour la salsa, bien qu'il ne soit pas toujours joué de manière explicite,
    - congas (aussi appelées tumbadoras à Cuba) : instrument de la rumba avec lequel on joue notamment le rythme du guaguanco. Arsenio Rodriguez l'a introduit dans le son cubain, qui est devenu son montuno. Le rythme des congas est aussi appelé tumbao,
    - bongos : utilisés par le son cubain, ils avaient été remplacés par les congas dans le son montuno. Avec la salsa, les deux instruments cohabitent,
    - le timbal ou les timbales : ressemble à une batterie mais sans grosse caisse, avec des fûts métalliques. Provient du danzón, repris par le mambo et les formations de type charanga. Tito Puente en a fait un instrument majeur de la salsa,
    - güiros : instrument en bois dont un côté est entaillé d'encoches parallèles afin de former un racloir,
    - maracas : très répandues dans la musique latine, elles trouvent naturellement leur place dans les formations de salsa ;

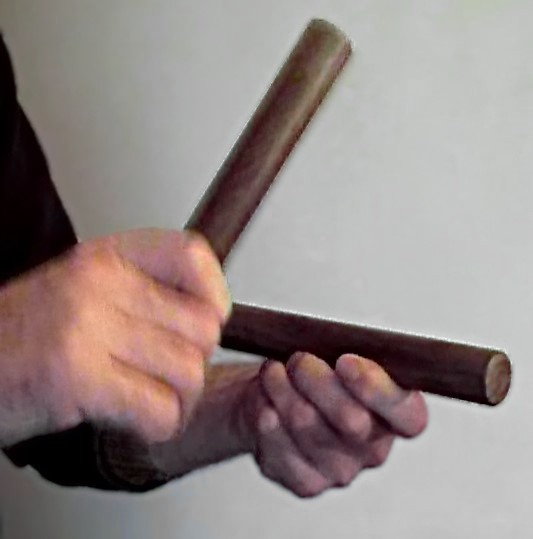
Clave.
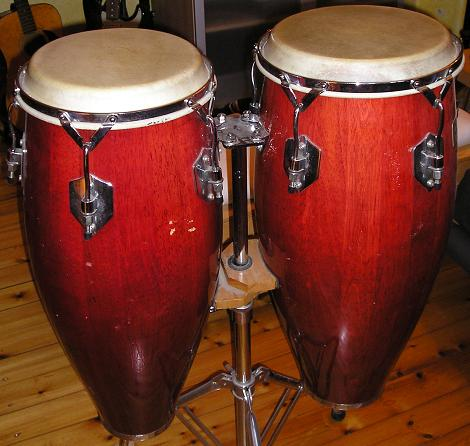
Congas.
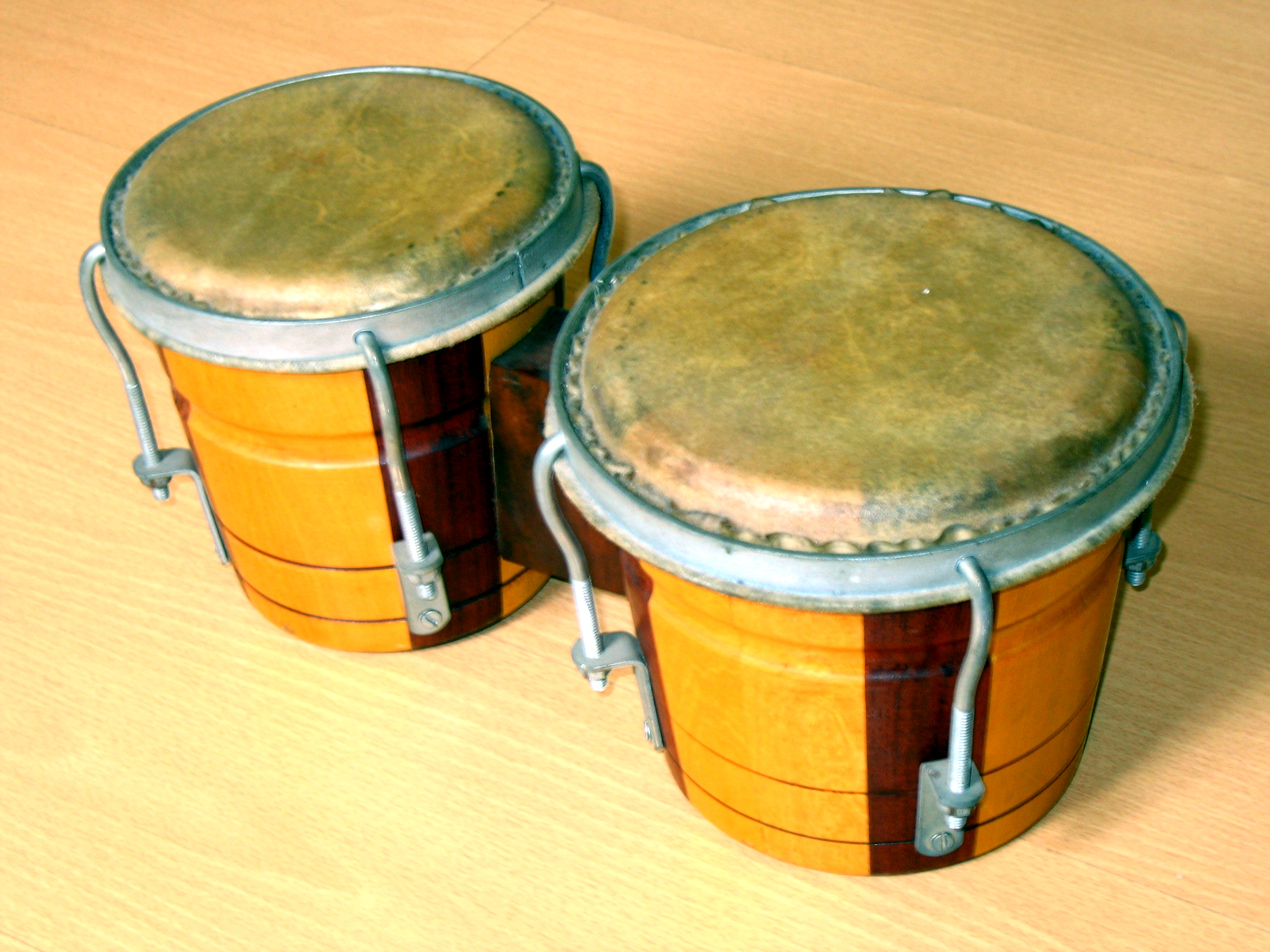
Bongos.

Timbales.
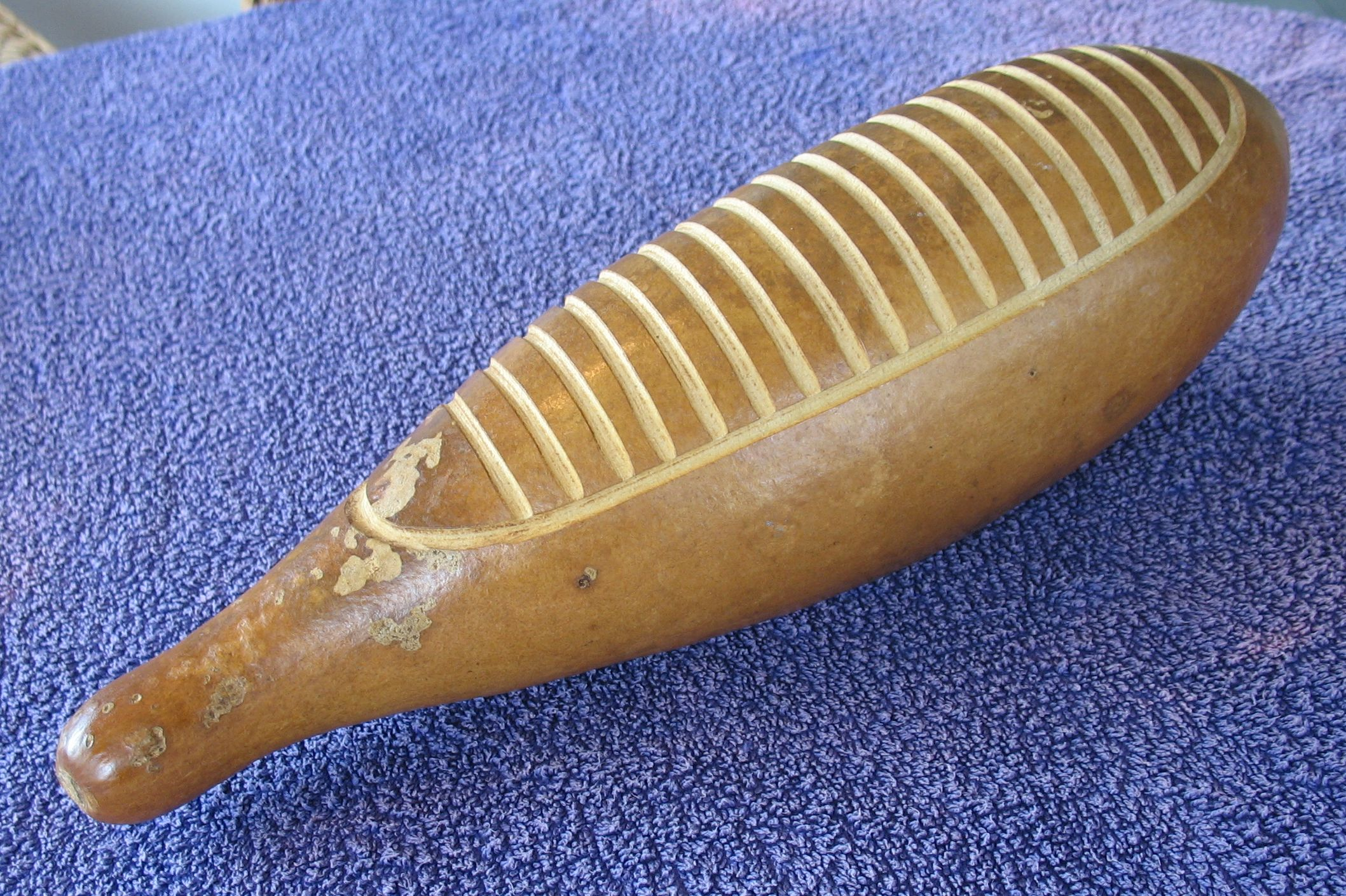
Güiro.
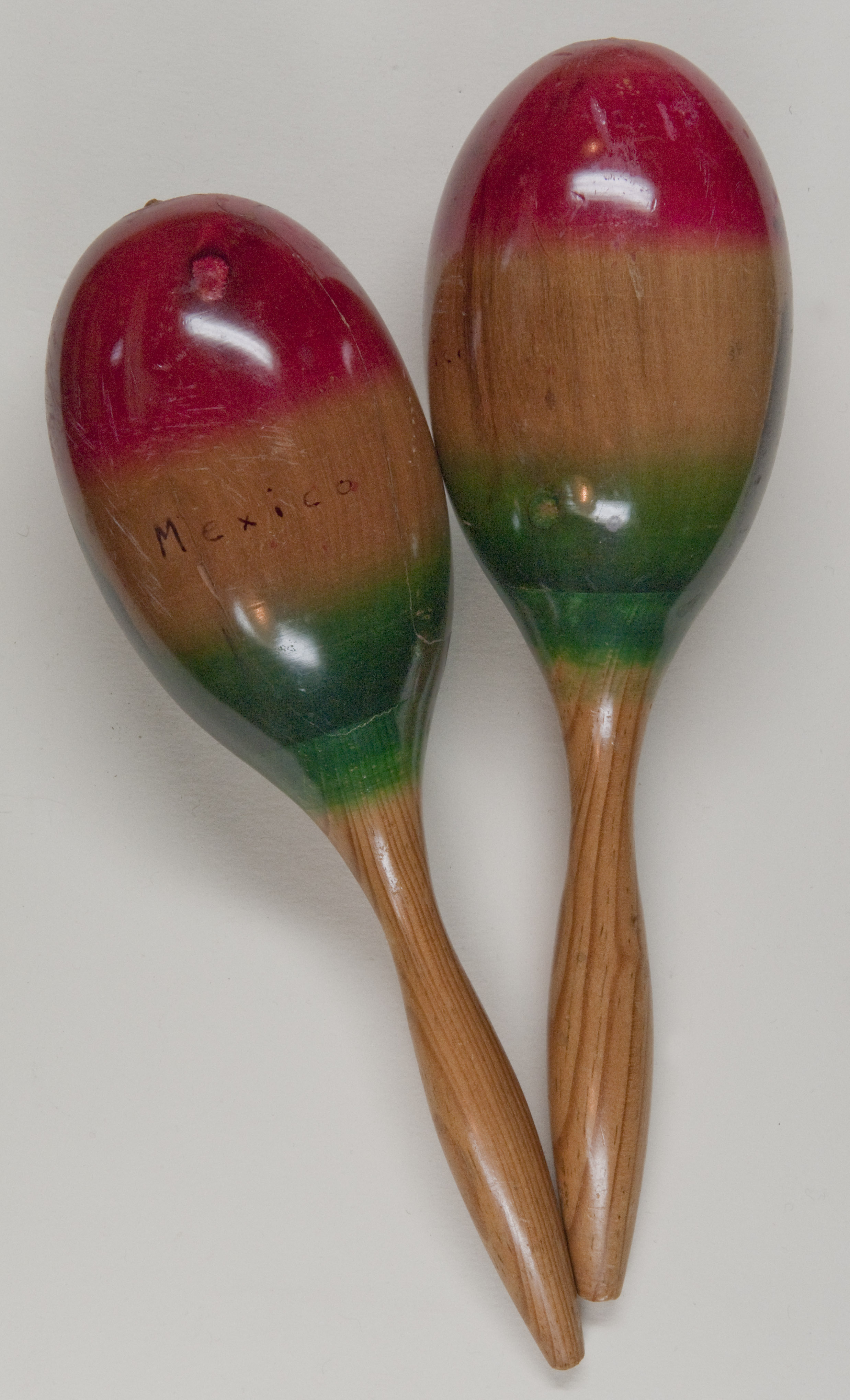
Maracas.

- une section cuivre (appelée « metales » en espagnol) : trompettes, trombones, parfois saxophones ;
- flûte(s) et violon(s), dans les formations de type charanga, issues du danzón, ainsi que dans la timba ;
- des voix :
  - chant : les chanteurs improvisent souvent. Ceux qui sont doués pour cela sont appelés soneros. Dans les morceaux influencés par le guaguanco (une des formes de la rumba), le chant commence souvent par la « diana », des « a lé la lé lala » plaintifs…,
  - chœurs (en espagnol : « coro »).

Le nombre de cuivres, de voix et de percussions peut varier.
On peut aussi trouver dans certains morceaux ou groupes un vibraphone.
Durant les années 1970, la plupart des groupes tenteront, en faisant varier ces paramètres, de créer « leur » son.
Le terme « salsa » signifie « sauce » et signifie aussi dans le langage populaire cubain « sensuel » et « attirant ». La salsa dans les années 2010 est un mélange culturel (africanos e españolas) de rythmes d’Amérique latine comme le son, le guaganco, la rumba, le mambo, le cha-cha-cha, la bomba, la plena… avec des influences de rythmes américains tels que le jazz, la soul, le blues, et de rythmes européens.
La salsa est une musique écrite à 4 temps (4 temps par mesure). Pour un couple de mesures, lorsque le musicien compte 1, 2, 3, 4 pour la première mesure (mesure forte) et toujours 1, 2, 3, 4 pour la seconde mesure (mesure faible), de façon générale, le danseur et/ou professeur de danse compte 1, 2, 3, (4) la première mesure, puis 5, 6, 7, (8) la seconde mesure. Cette façon de compter jusqu’à 8 est commune à beaucoup d’autres danses (modern’jazz, hip-hop, classique…). On peut identifier trois types de salsa et différents styles : la salsa cubaine, la salsa portoricaine et la salsa colombienne. Le rythme de salsa est issu de nombreux rythmes tels que le son, le mambo et la guaracha de Cuba, la plena et la bomba de Porto Rico, et de différents styles tels que la charanga, le conjunto, le sexteto et d'autres. Mais il est principalement basé sur une fusion de son montuno et de mambo. Les premières chansons sont Dónde estabas anoche (1925, Ignacio Piñeiro), Don lengua et Échale salsita (1933, Ignacio Piñeiro). Par confusion ou par but commercial, on utilise parfois le terme « salsa » pour y englober d'autres genres incompatibles tels que le merengue, le cha-cha-cha, voire la latin house, la cumbia, la bachata. En 1952, José Curbelo écrit les chansons La familia, Sun Sun Babae et Mambo y cha cha cha ; en 1955, le chanteur cubain Cheo Marquetti (en) forme le groupe Conjunto salseros après une expérience de travail au Mexique, et compose les chansons Sonero et Que no muera el son. Dans cette période aussi, Benny Moré compose des chansons (Castellano, que bueno baila usted, Vertiente Camaguey, Soy guajiro et Santa Isabel de las lajas).
Le terme « salsa » englobe cette variété de styles rythmiques et de formes musicales. Cuba a fortement contribué à ce type de musique. Des pays comme les États-Unis, Porto Rico, le Venezuela, le Mexique, la Colombie et la République dominicaine ont aussi contribué au développement de la salsa, mais c'est à Cuba que furent développées ses bases.
Techniquement, la salsa peut être décrite comme un terme général qui regroupe toutes ces musiques, lesquelles sont toutes structurées autour d'une cellule rythmique appelée clave. Ce qui distingue le rythme de la salsa est cette structure rythmique dans laquelle présence et rythme sont strictement maintenus par les musiciens et les arrangeurs, qui créent ainsi une base rythmique unique dans les styles musicaux d'origine afro-caribéenne.
La musique cubaine est une fusion d'harmonies, de mélodies, de rythmes et d'instruments d'Afrique et d'Europe. Cette fusion continue d'éléments dès le XVIe siècle a donné naissance à une multitude complexe de formes musicales, donnant à la salsa sa variété d'aspects, d'instrumentations, de pas de danse, de formes poétiques, de structures et de phrases rythmiques et mélodiques.
Un facteur majeur dans le développement de la salsa est sa connexion profonde avec plusieurs styles de percussion, ceci plus particulièrement à Cuba, où les peuples africains réduits en esclavage purent préserver leurs traditions sacrées et séculaires de percussion. Un élément unique de cette tradition est le lien entre musique naturelle, telle le punk ou le rock, et langage où la parole s'étend au-delà du morceau pour devenir un instrument.
Cette intégration de la percussion dans la culture populaire est peut-être la caractéristique dominante des musiques afro-cubaines — et de toutes les musiques afro-centristes.
L'héritage rythmique de la salsa est directement lié à la musique populaire cubaine. D'importance particulière à cet égard sont les formes connues comme rumba, son et danzón, lesquelles représentent la consolidation d'éléments séculaires et religieux africains et européens.

#### Son montuno
Le son montuno a été fondé par le cubain Arsenio Rodriguez vers 1930 à partir du son cubain (apparu au carnaval de Santiago de Cuba en 1892, et issu du changüí né vers 1860, joué par un trio de musiciens : un « tres », des bongos et parfois des claves et un instrument de basse, la marimbula au début), en remplaçant le tres par le piano et les bongos par des congas jouant le rythme rumba du guaguanco. Des grands soneros sont Benny Moré (Castellano, que bueno baila usted, Vertiente Camaguey et Santa Isabel de las lajas) ou Roberto Faz (El sonero de Cuba).

### Diffusion à Porto Rico puis New York
La création de l'État libre et associé de Porto Rico en 1952 déclenchera de grandes sorties migratoires de cette île vers la côte Est des États-Unis, et spécialement vers le Spanish Harlem (El Barrio), une partie du quartier « East Harlem » de Manhattan à New York entre la 1re et la 5e avenue et les 96e et 125e rues Est (on les baptise Nuyorican).
Ainsi, de nombreux musiciens portoricains et cubains (comme Arsenio Rodriguez, Josè Curbelo et Machito) jouent à New York les rythmes latins à la mode. Ces rythmes proviennent majoritairement de Cuba, alors centre de la vie culturelle des Caraïbes du fait de sa situation géographique.
Mais après la révolution cubaine achevée en 1959, de nombreux Cubains émigrent aussi aux États-Unis (New York et Miami).
Cuba, par l'embargo, perd son rôle culturel central, laissant à New York ce rôle de pôle d'attraction.
La musique à New York sera alors majoritairement d'inspiration cubaine, jouée par des musiciens de toutes les Caraïbes. En particulier, le combo de Cortijo et son chanteur Ismael « Maelo » Rivera cumulent les premières en jouant ces rythmes lors d'une tournée à New York.
Les Portoricains ne délaissent pas pour autant leurs propres rythmes (bomba, plena…).
New York voit défiler plusieurs modes venues de Cuba :
- le son cubain en 1928
- le mambo en 1949 (après avoir transité par le Mexique)
- le cha-cha-cha en 1954
- la pachanga en 1964,
- le boogaloo en 1966 (proche du rhythm'n'blues, influencé aussi par le latin jazz), destiné à contrer la musique des Beatles et donnant aux latinos des États-Unis l'occasion de se rapprocher de la culture rock et de s'éloigner de celle de leurs parents. De cette évolution naîtra la salsa à New York.

Vers 1967, les musiciens cubains vont revenir à des sources plus latines, le son montuno particulièrement.
Les musiciens new-yorkais vont innover en utilisant également des bongos et en ajoutant un ou plusieurs trombones à la section cuivre (Eddie Palmieri et la Perfecta, Willie Colón inspiré par Mon Rivera).
Citons : The Lebrón Brothers, Charlie Palmieri, Johnny Pacheco, Richie Ray et Bobby Cruz, Willie Colón, accompagné de Celia Cruz, Héctor Lavoe puis Rubén Blades, Ray Barretto, Roberto Roena, Cheo Feliciano, Bobby Valentin… (la plupart font partie de la maison de disques Fania, qui est à la salsa ce que la Motown est à la soul).

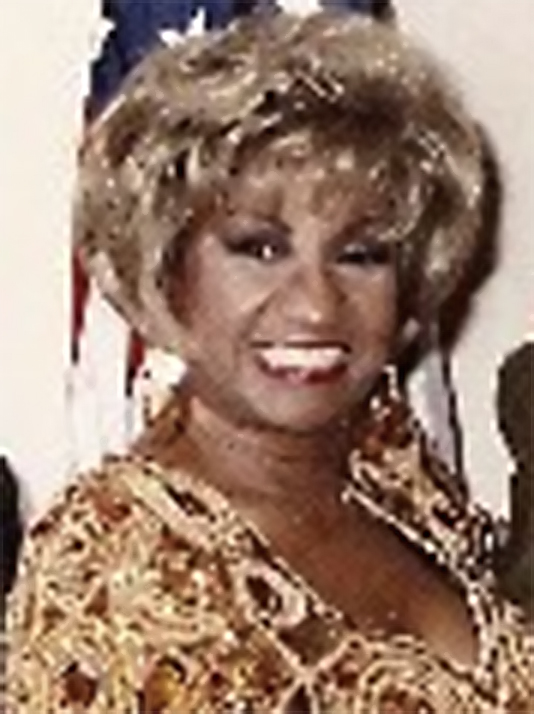
Celia Cruz
Willie Colón
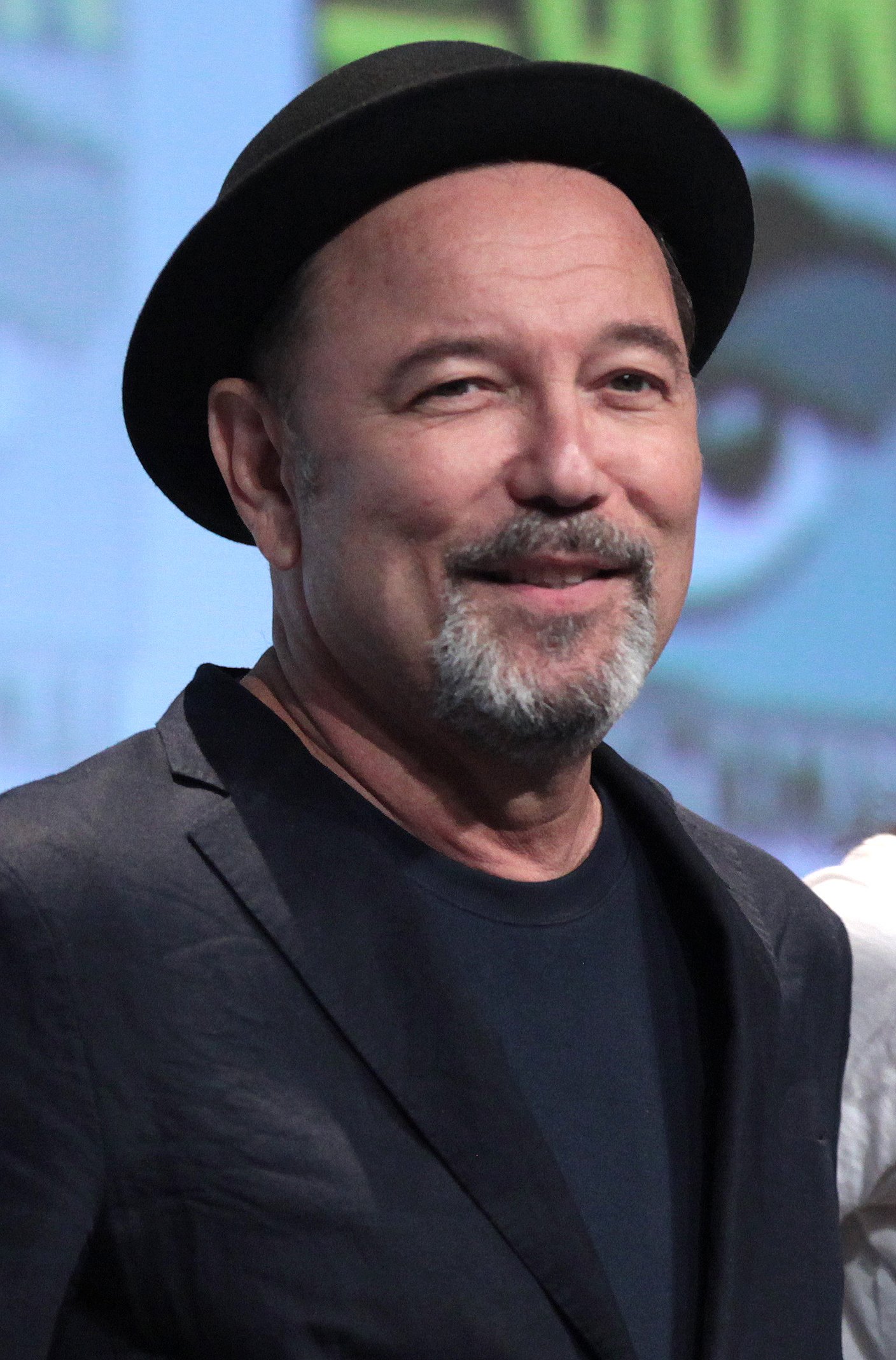
Rubén Blades
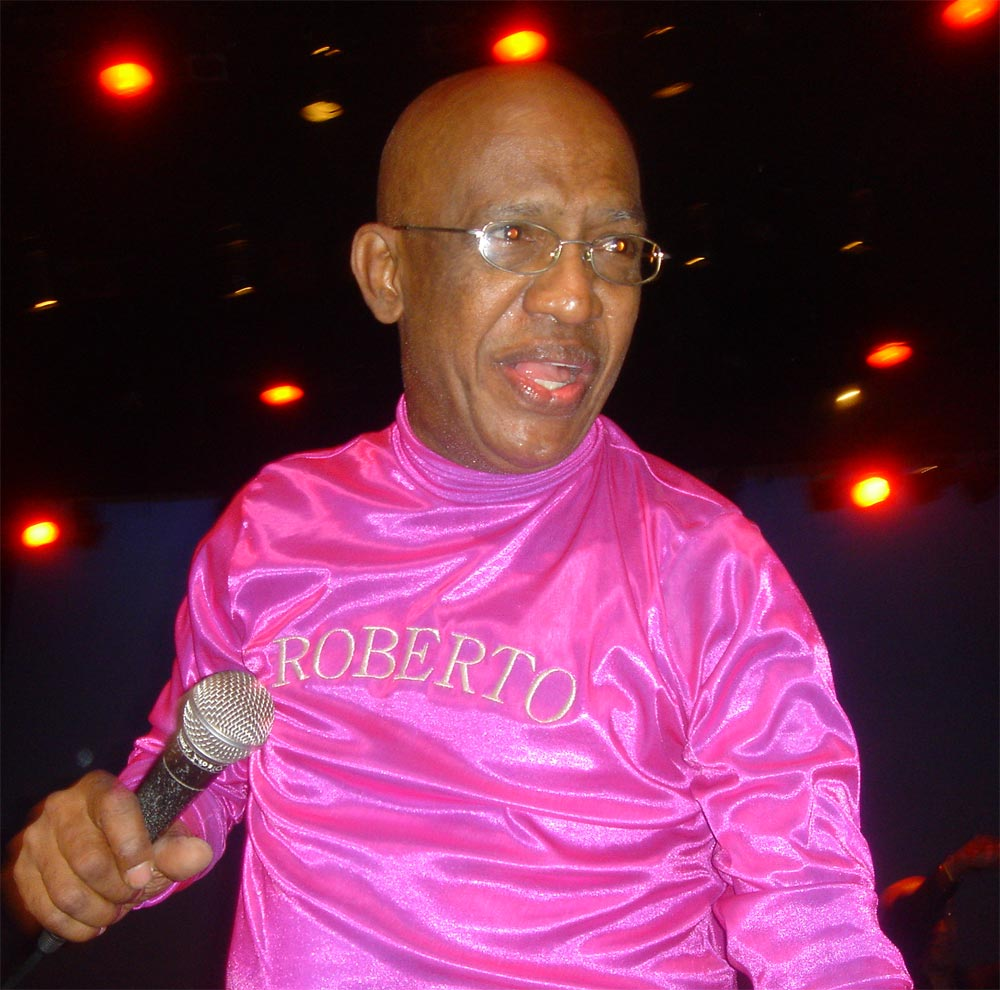
Roberto Roena
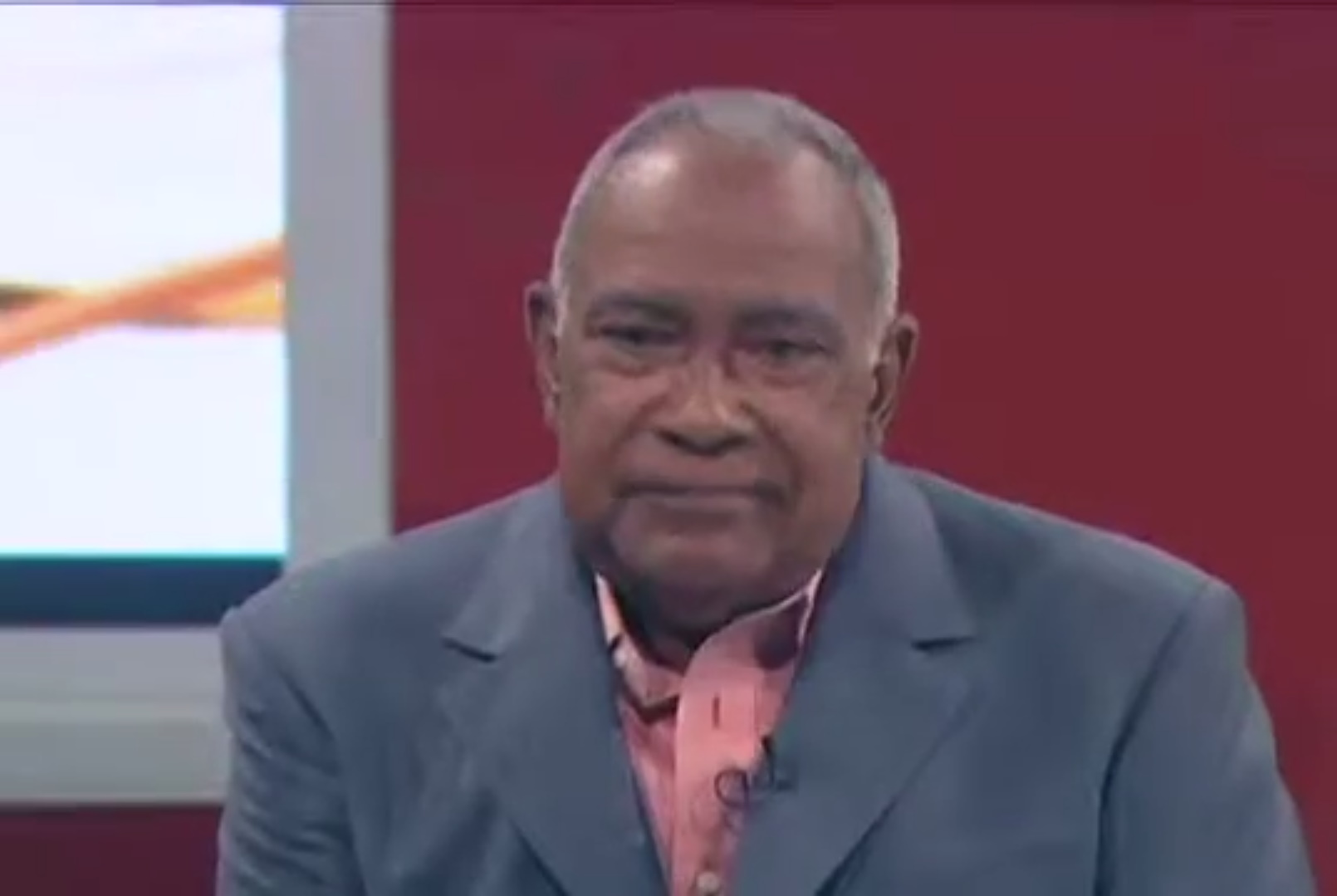
Cheo Feliciano

Incontestablement l'origine de la salsa en tant que style musical propre se trouve à New York et le label Fania en est le principal producteur. Si la salsa est bien la petite-fille des styles musicaux cubains et portoricains, elle est surtout la fille du boogaloo du Spanish Harlem. La salsa devient un rythme symbole identitaire de tous les latinos, de New York aux Caraïbes. Elle retourne ainsi à Cuba et Porto Rico, entre autres. La Colombie s'appropriera cette musique au point de faire, dans la fin des années 1980, de Cali, la capitale mondiale de la salsa. Le concert organisé en 1971 au club Cheetah à New York, dans lequel vont se produire six des vocalistes de salsa les plus importants de l’époque, est souvent[Par qui ?] considéré comme le lieu de naissance de la salsa. Ce concert de la Fania All Stars est immortalisé dans le film Our Latin Thing, coproduit par Jerry Macusi (un des deux fondateurs du label new yorkais Fania). À partir de 1973, sous l'impulsion de la Fania, le nom de salsa sera massivement utilisé[réf. nécessaire] commercialement pour désigner ce mouvement.

### Salsa colombienne et salsa cubaine
La salsa se diffuse ensuite en Colombie (patrie de la Cumbia et du Vallenato, et de très nombreux rythmes : Joe Arroyo, Fruko, Yolanda Rayo, Jairo Varela (es) (ou Jairo Varela Martínez), Grupo Niche, Son de Cali, Kike Santander (es) (ou Flavio Enrique Santander Lora) et Guayacán Orquesta…, et partout dans le monde.
L'une des principales villes de la Colombie : Santiago de Cali (Cali) devient un symbole mondial de la salsa et le vivier des chanteurs et danseurs reconnus mondialement dans cette discipline. Les habitants de Cali (les caleños), ont fait de la salsa leur moyen d’expression culturel, et leur façon d'exister est fortement influencée par ce genre musical, au point d'exceller mondialement en tout ce qui concerne la salsa. Le World Salsa Championships est la compétition latine pour évaluer et primer les meilleurs danseurs de salsa. Les caleños ont conservé depuis longtemps le titre de champions mondiaux de la salsa groupe et cabaret.
Cali est notamment considérée la capitale mondiale de la Salsa. Depuis 1957 Cali organise l'une des fêtes de la salsa les plus importantes du continent américain : la Feria de Cali, cette fête est un lieu de pèlerinage obligé pour tous les mélomanes et danseurs de la salsa, d'ailleurs les plus grands de la salsa s'y sont donné rendez-vous à plusieurs reprises : Celia Cruz, Héctor Lavoe, Richie Ray, Bobby Cruz, Bobby Valentin, Cheo Feliciano, Willie Colón, Gilberto Santa Rosa, Mariano Civico, Los Van Van de Cuba, The Lebron Brothers, Grupo Niche, Víctor Manuelle, Son de Cali, La India, El Gran Combo de Puerto Rico et Guayacán Orquesta entre autres. Les écoles de danse de salsa les plus reconnues se trouvent également à Cali; Swing Latino, Constelacion Latina, Las Estrellas Mundiales de la Salsa, Fusión Latina, Fundación Escuela y Academia de Baile King of the Swing, Identidad salsera, Formación Artística Cali Swing, Estilo y Sabor et Salsa Swing Univalle parmi d'autres.
À Cuba, le mot salsa est très peu utilisé pour parler de musique (il a été adopté pour désigner la danse casino pour les touristes).
On continuera à parler de Casino ou de Son ; celui-ci sera modernisé par le groupe de Juan Formell, Los Van Van et s'appellera d'abord songo, avant de devenir la timba à la fin des années 1980, avec NG La Banda.
La salsa cubaine est représentée par Adalberto Álvarez, Albita, Grupo Batazo, Willy Chirino, certains titres de Maraca et d'Issac Delgado (La vida es un carnaval, une cumbia arrangée en salsa pour Celia Cruz).
Le terme salsa étant très populaire, les non connaisseurs emploient le terme salsa cubaine pour désigner également la timba pratiquée par Los Van Van et d'autres.

### Salsa romántica
À partir de 1981, l'industrie en crise va tenter d'élargir son public.
La salsa devient salsa romántica ou salsa sensual, salsa sexy : principalement des reprises de ballades romantiques ou boléros; les textes et les arrangements sont moins agressifs, plus « mous ».
Les pionniers seraient Orquesta Versalles avec le single Todo se derrumbo, une reprise d'une ballade de Manuel Alejandro, orchestrée en salsa par Fitto Faster "Palabra".
Le terme salsa romántica est dû à Louie Ramírez, qui avait sous-titré l'album Noche Caliente, Los éxitos más románticos de ayer en ritmo de salsa.
Willie Rosario qualifie cette musique de salsa monga, elle deviendra salsa erótica (puis salsa de escritorio suivant Tommy Muriel).
A posteriori, la salsa des années 1970 est qualifiée de salsa dura, salsa gorda ou encore salsa clasica.
Parmi les premiers chanteurs de salsa romántica : Eddie Santiago, Frankie Ruiz, Lalo Rodríguez, Willie González (de). Et leur nombre n'a fait que croître depuis les années 1990 : Luis Enrique, Jerry Rivera, Rey Ruiz, Marc Anthony, Tito Rojas, Tito Nieves, José Alberto « El Canario », Tony Vega, Víctor Manuelle, Domingo Quiñones, Michael Stuart.

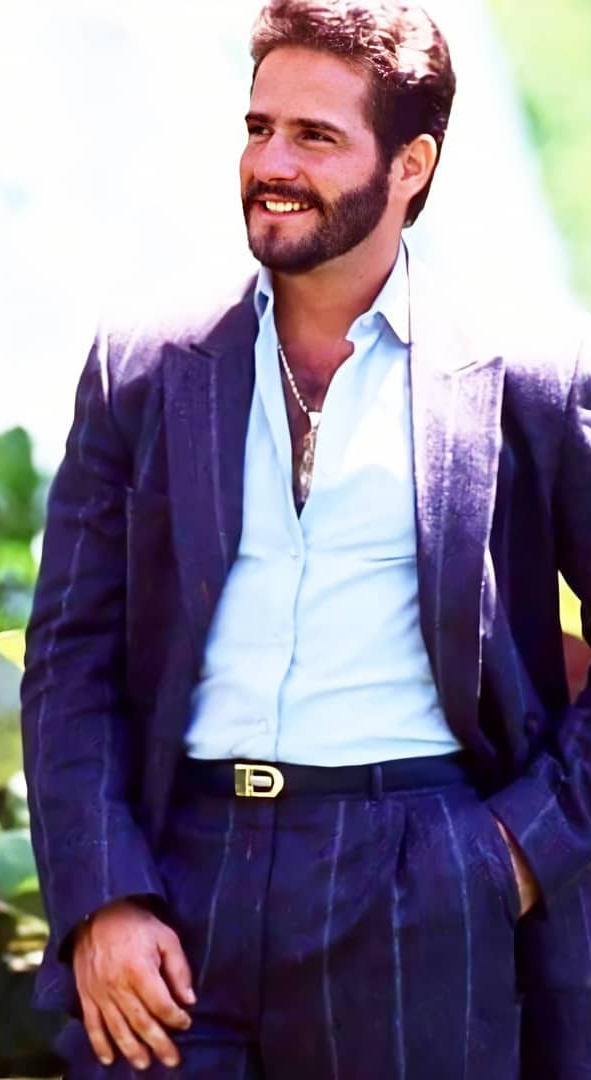
Frankie Ruiz
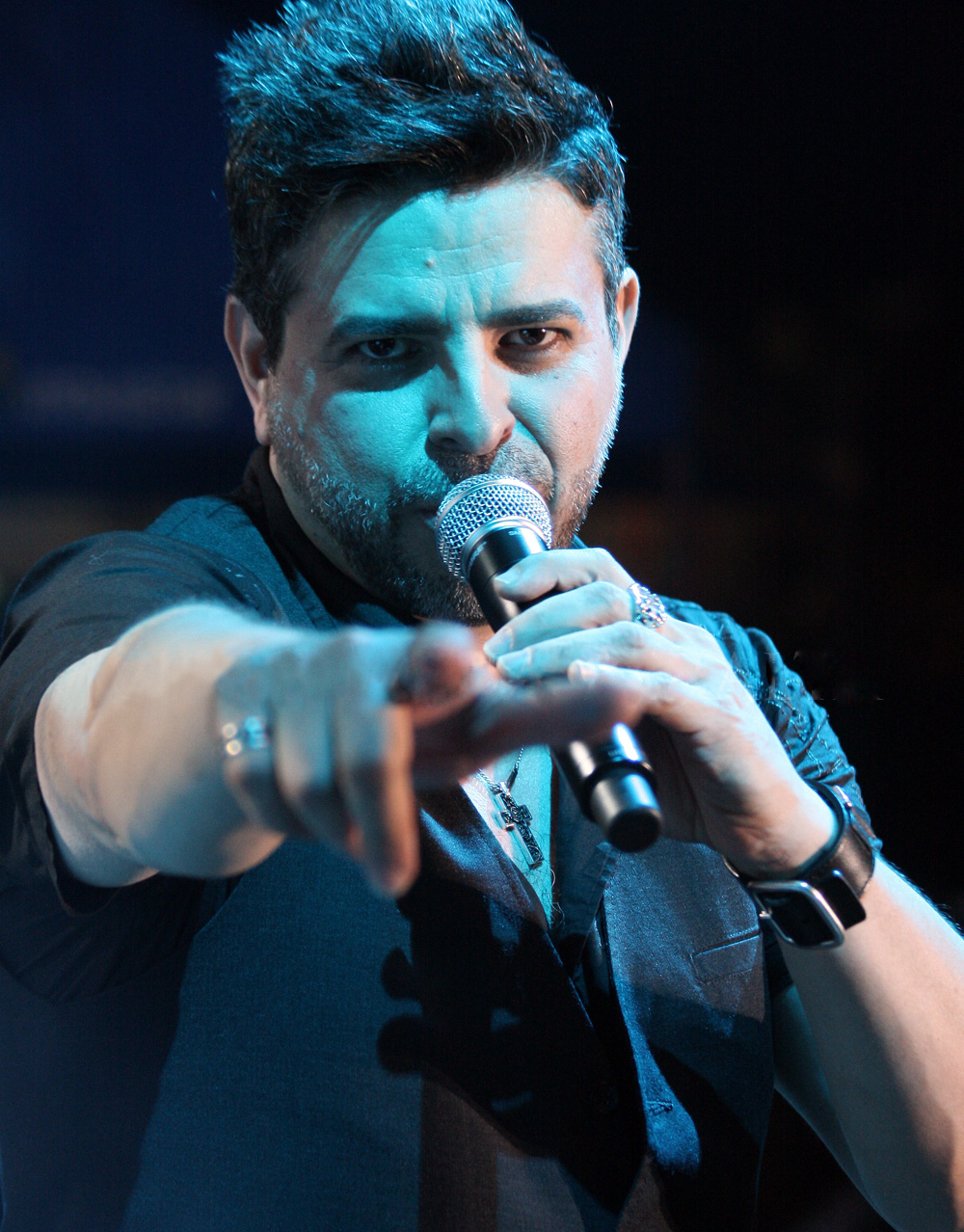
Luis Enrique
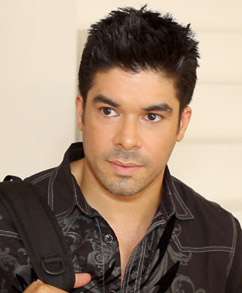
Jerry Rivera
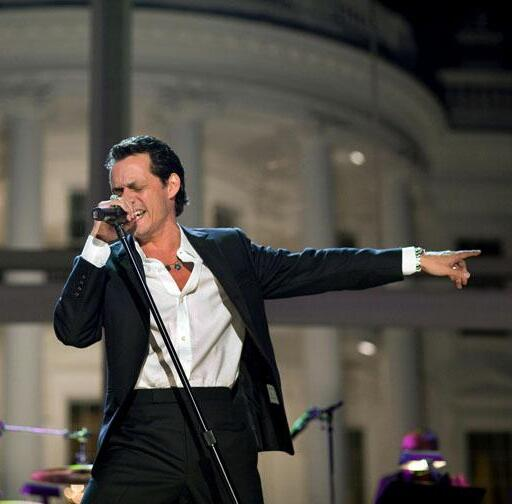
Marc Anthony
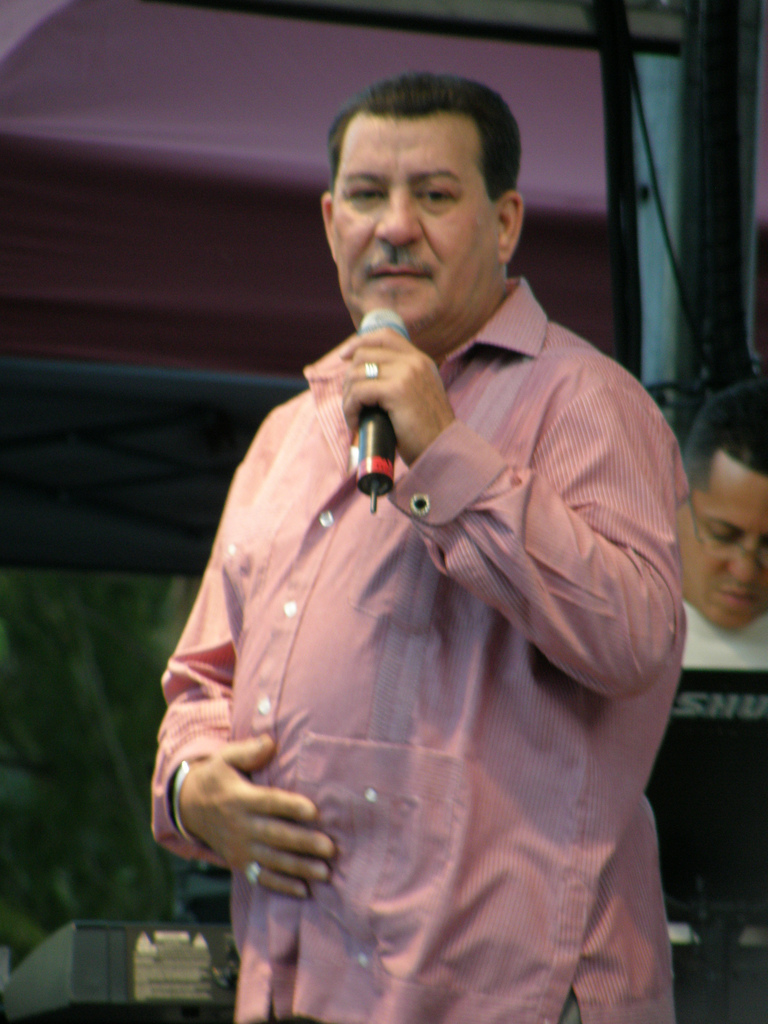
Tito Rojas
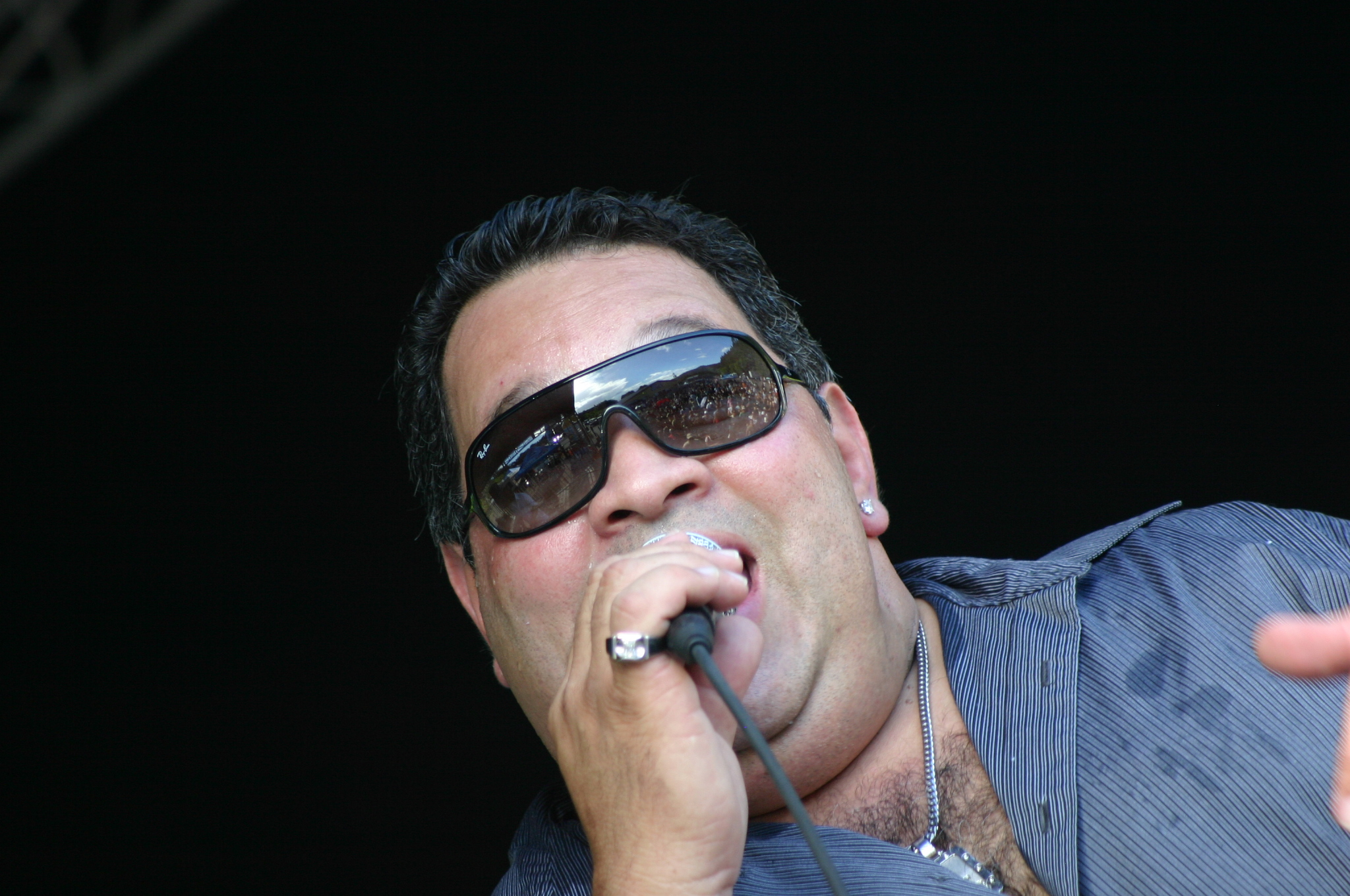
Tito Nieves
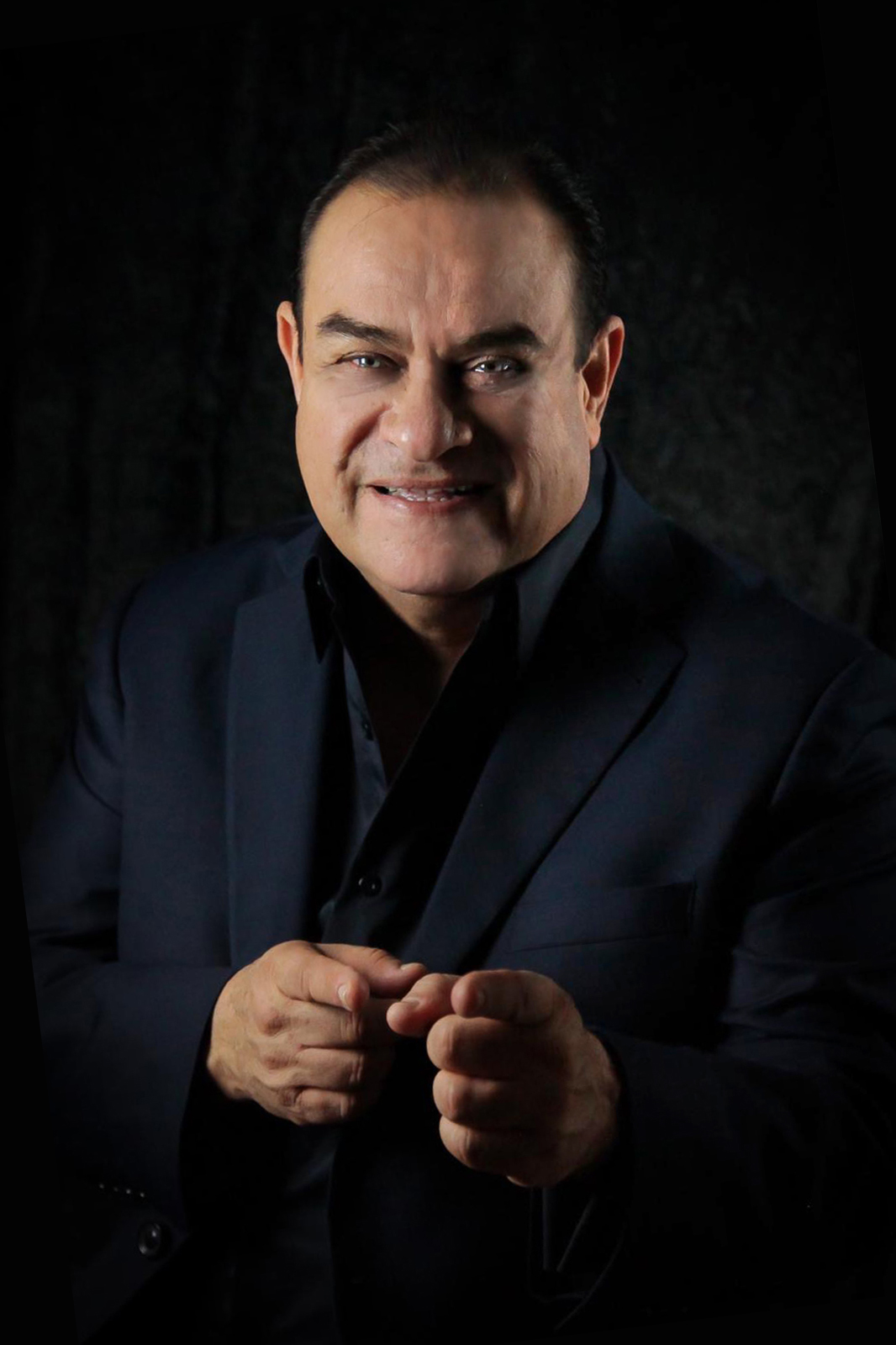
Tony Vega
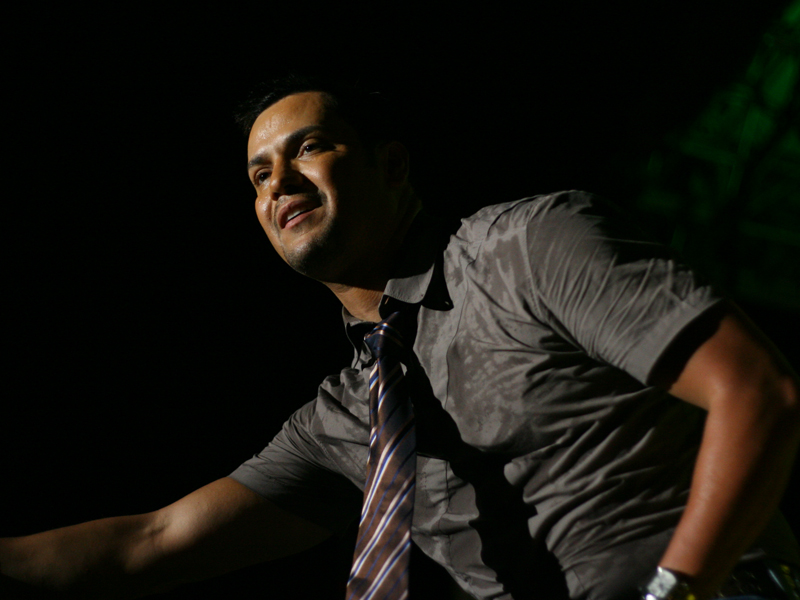
Víctor Manuelle

### Clave

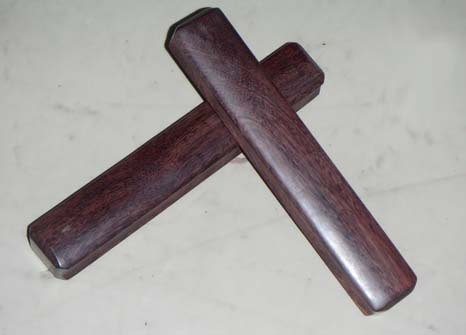
claves

La caractéristique de la musique cubaine, de la salsa et d'autres musiques latino-américaines comme la musique brésilienne est le concept binaire de cellule rythmique appelé clave.
Celle-ci consiste en une mesure « forte » contenant trois notes (aussi appelée tresillo en espagnol) et une mesure « faible » contenant deux notes.
| Notation musicale  | |
| Chronogramme       | · |
| Notation Art ASCII | fort \| faible 1 & 2 & \| 3 & 4 & (compté sur une mesure à 4 temps découpée en 2) X X X X X 1.2∗3.4.\| 1.2.3.4. (compté sur deux mesures à 4 temps) |

Cette cellule est souvent jouée avec un instrument appelé claves, qui consiste en deux morceaux de bois cylindriques frappés l'un contre l'autre

## Danse

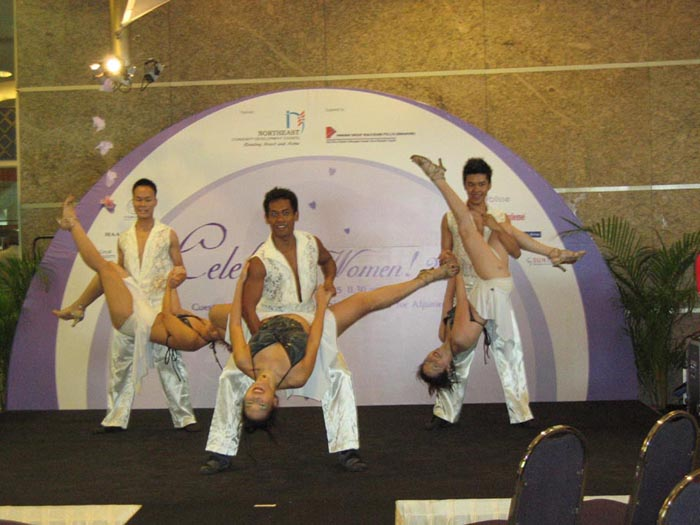
Troupe de danseurs de salsa.

La salsa est une danse improvisée qui respecte des pas de base, qui se danse généralement à deux, où le garçon guide la fille, mais que l'on peut pratiquer également seul, ou à plusieurs : en ligne (comparsa, salsa suelta), à plusieurs couples (rueda de casino), ou encore un leader et deux partenaires (plus rarement deux leaders et une partenaire).
L'une des difficultés de la danse vient de la complexité de la musique : le premier temps n’est pas toujours marqué de la même manière. Pour danser en cohérence avec la musique, il faut pouvoir reconnaître les mesures musicales.

### Minutage
Le principe est d'alterner les pas gauche (g) et droite (d). Pour la cavalière, les pas sont inversés : (d) et (g) ensuite. La légère difficulté est de les bouger sur le rythme de la musique : gauche-droite-gauche (pause) et droite-gauche-droite (pause) ((d)(g)(d) (pause) et (g)(d)(g) pour les cavalières).
Le quatrième temps est une pause : certains comptent « 1,2,3 (pause) 5,6,7 (pause) » (ou « 1,2,3, et 5,6,7 et ») au lieu de « 1,2,3,4 (5,6,7,8) »). Bien qu'elle n'est pas comptée, la pause doit être marquée.
Elle peut aussi se danser sur la rythmique sur "...2,3,4... 6,7,8". C'est ce qu'on appelle le on2 style Palladium.
On peut aussi danser on2 en restant sur "1,2,3... 5,6,7..." en utilisant le New-York Style. (1er petit pas, 2e grand pas).
Il existe également une façon marginale de danser en marquant les temps de la clave avec les pieds, ce qui est plus compliqué.

### Pas de base L.A. style (break on 1)

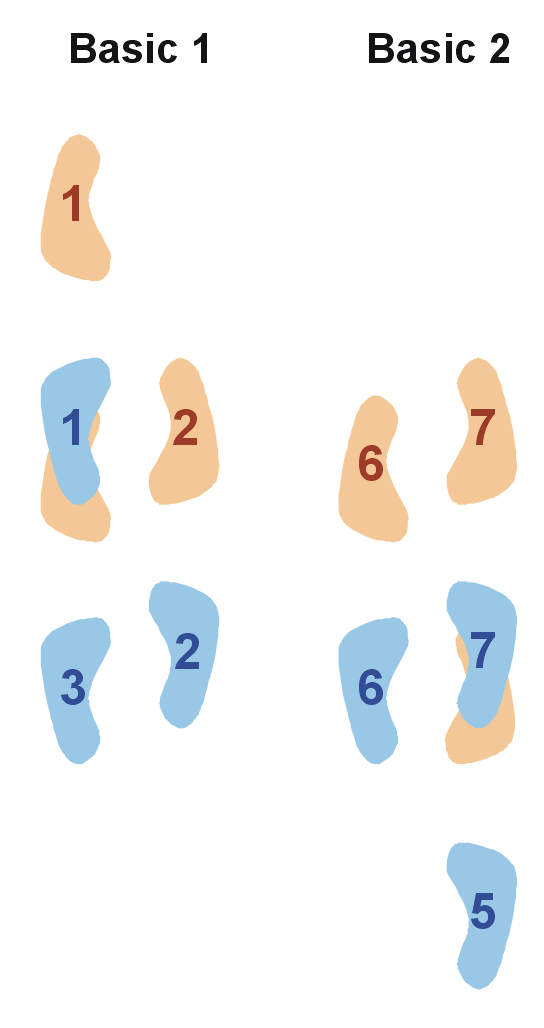
Pas de base - homme en bleu, femme en orange

La salsa se danse en 8 temps musicaux avec 6 temps dansés et 2 temps de pause. Les pas se comptent ainsi : «1,2,3,( ),5,6,7,( )». Les temps 4 et 8 ne sont pas prononcés car considéré comme temps de pause.
Les pas du cavalier et de la cavalière s'effectuent en miroir : lorsque le cavalier effectue les pas des quatre premiers temps, la cavalière effectue quatre pas identiques aux quatre derniers pas du cavalier, qui sont du fait de la symétrie inversés. Ainsi, lorsque le cavalier déplace son pied gauche, la cavalière déplace son pied droit et vice versa, comme dans beaucoup de danses de couple.
Un des pas de base les plus pratiqués, le pas « L.A. » ou « sur-1 » (décalage d'un temps du pas de mambo), s'effectue ainsi :
- temps 1 le danseur avance le pied gauche en avant puis on décolle le pied droit (la danseuse recule le pied droit)
- temps 2, on repose le pied droit
- temps 3, on ramène derrière le pied gauche
- temps 4, on marque une pause

Les quatre autres temps sont inversés :
- temps 5, on recule le pied droit (la cavalière avance le pied gauche, ce qui évite aux danseurs de se marcher sur les pieds) et on décolle le pied gauche
- temps 6, on repose le pied gauche
- temps 7, on ramène devant le pied droit
- temps 8, on marque de nouveau une pause

Il existe d'autres variantes tout en gardant quelques principes de base :
- le temps 4 et le temps 8 sont des temps de pause
- le cavalier sur le 1 commence toujours avec le pied gauche (et à 5 avec le pied droit)
- la cavalière sur le 1 avec le pied droit (et à 5 avec le pied gauche)
- l'alternance des pieds est respectée : gauche, droite, gauche et droite, gauche, droite (pour le cavalier)

Parmi ces variantes :
- le « pas de salsa » : quasiment identique au pas de mambo ; Le principe est ici derrière/derrière au lieu de derrière/devant : Temps 1 on recule le pied gauche (au lieu de l'avancer comme dans le mambo, et donc on l'avance sur le 3e, et c'est le pied droit qu'on avance sur le temps 5 au lieu de le reculer, et donc on le recule sur le temps 7). Souvent, on "croise" légèrement les pas (voir ci-après, « pas croisé ») ;
- le « pas croisé » : quasiment identique au pas de salsa, le principe est derrière/derrière. Temps 1 à 4, même principe que pour le pas de salsa, en reculant le pied gauche, on le décale un peu à droite. Temps 5 à 8 : même chose avec le pied droit, que l'on recule donc également et qu'on décale un peu à gauche ;
- le « pas de rumba » (ou de guaguanco, ou pas de côté) : ici on se déplace sur les côtés (gauche/droite au lieu d'avancer/reculer (devant/derrière) pour le pas de mambo); pied gauche à gauche puis pied droit à droite. Variante : on peut aussi aller plusieurs fois à gauche, puis plusieurs fois à droite ;
- le « pas marché » : c'est un peu comme le pas de mambo, mais sur le temps 2 on avance le pied droit, sur le temps 5 on avance le pied droit (au lieu de le reculer), et sur le temps 6 on avance le pied gauche.

Il est essentiel pour un danseur de salsa de maîtriser les pas de bases et le timing (sur la musique) avant de pouvoir réaliser des figures. Ceci nécessite une bonne écoute musicale de manière à développer la reconnaissance des mesures musicales.

### Différents styles
On distingue, parmi les multiples manières de danser la salsa, trois styles principaux :
- Le style cubain (ou casino), le plus couramment pratiqué en France[réf. souhaitée], du fait de la forte diaspora cubaine y résidant et transmettant sa culture. Les écoles de danse enseignent essentiellement ce style, peut-être plus facile à aborder pour la sensation physique des Européens.
- La salsa proprement dite, improprement appelée « portoricaine » en France, style le plus courant dans le monde, dont la caractéristique est de respecter une ligne de danse. Ce style regroupe plusieurs sous-classes principales :
  - le style L.A. se danse « sur le 1 » (le pas de « break » se fait sur les temps 1 et 5) ;
  - le style New York qui se danse « sur le 2 » (le pas de « break » se fait sur les temps 2 et 6), mais en commençant par un pas sur place (pas arrière pour l'homme sur le 2, suspension à cette position sur 3-4) ;
  - le Palladium, précurseur des deux précédents, aujourd'hui restreint à la compétition, qui se danse aussi « sur le 2 » (suspension-2-3-4, suspension-6-7-8, comme les pas du son cubain dont il est directement issu).
- Le style colombien (ou salsa caleña du nom de la capitale Cali), plus nerveux et légèrement sautillant, très pratiqué en Amérique latine. Les Colombiens aiment à danser sur les disques de boogaloo qu'ils passent à vitesse supérieure (33 tours passé en 45 tours, 45 tours en 78 tours).

#### Style cubain (ou casino)

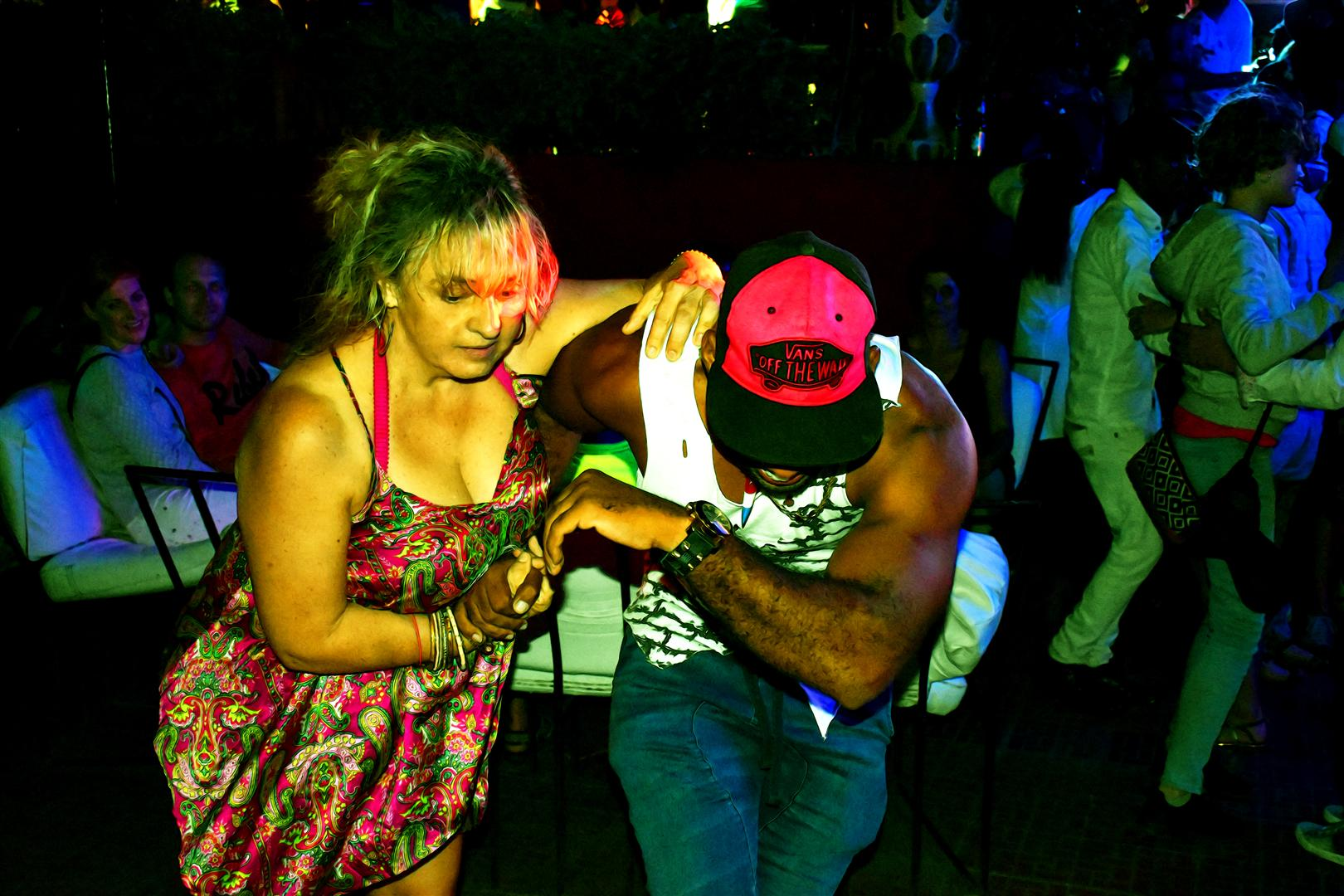
Danseurs avec un style cubain

Le style cubain vient de la danse casino des années 1950, telle que pratiquée dans les chorégraphies du Tropicana, fameux club de La Havane, et prend ses racines dans le son cubain : très africain, « dans le sol », les gestes sont économisés - on peut le danser dans des endroits bondés -, les passes épurées, il n'y a pas de jeux de jambes. Le couple se déplace essentiellement en décrivant des cercles successifs. C'est avant tout une danse de la rue, populaire, sociale. Il se danse normalement sur le temps « 1 », au contraire du son cubain traditionnel où le « 1 » est suggéré par une mise en suspension du corps.
La rueda de casino, une variante de ce style, consiste en des rondes (rueda) de couples où un meneur (la madre) annonce les passes à venir. Tous les danseurs effectuent ces passes en même temps, de sorte que les danseurs changent fréquemment de partenaire.

#### Salsa dite «portoricaine»

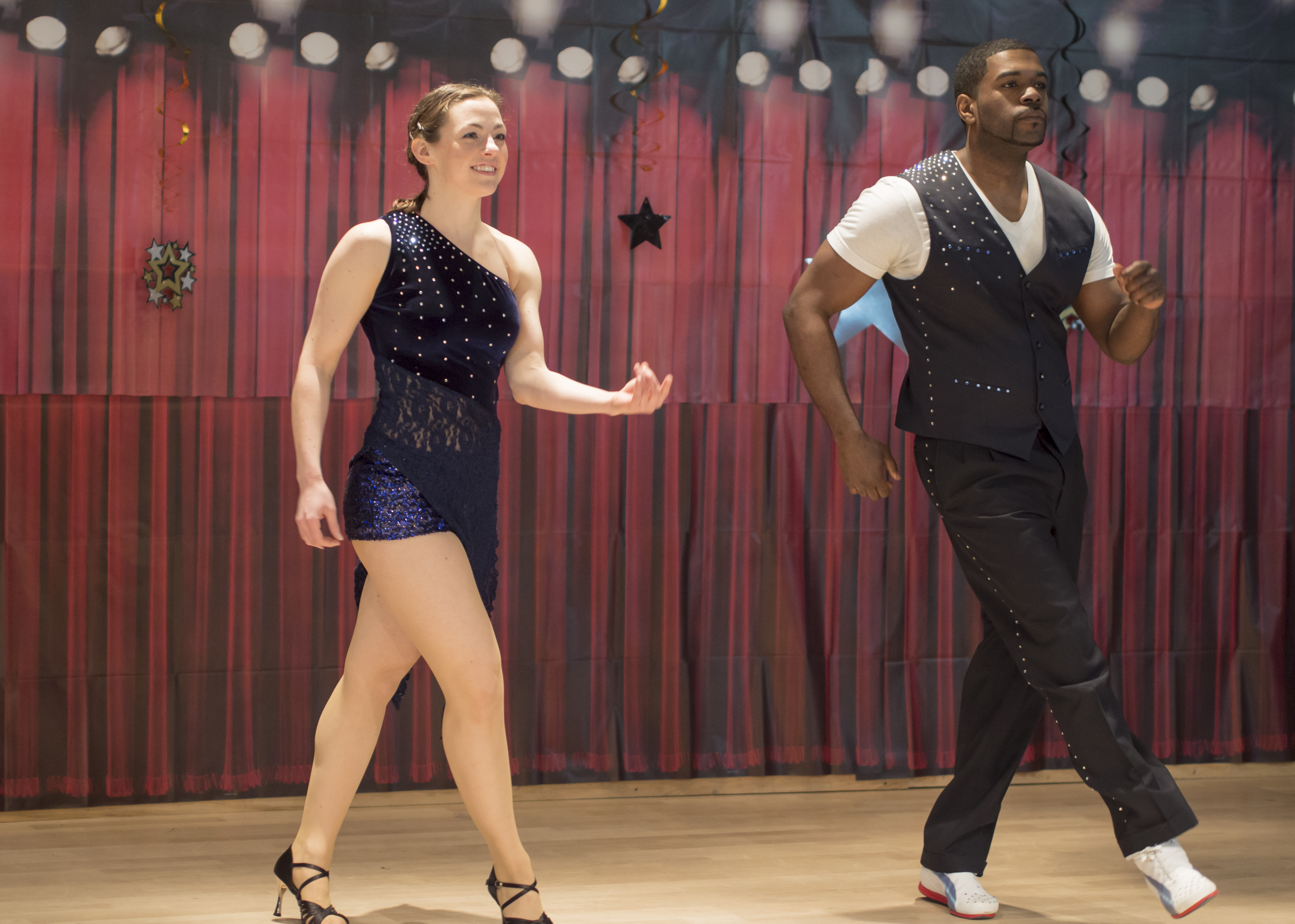
Couple effectuant des shines (style "portoricain")

En danse, l'appellation salsa « portoricaine » (ou « porto ») est typiquement française (en musique, la salsa portoricaine (salsa puertorriqueña en espagnol) et désigne normalement n'importe quel style de musique salsa jouée par des Portoricains, mais en France cela désigne les musiques préférées des danseurs de salsa « portoricaine » : la salsa dura des années 1970 (fania et autres) ou de groupes actuels faisant revivre le son de cette époque, certains mambos et morceaux de latin jazz…).
Ce style ne vient absolument pas de Porto Rico mais des États-Unis. Les Français appellent les différents styles de salsa en ligne salsa portoricaine car c'est lors d'un congrès mondial de salsa qui avait lieu en 1996 à Porto Rico. Eddie Torres est considéré comme un des fondateurs de cette danse.
Il existe trois variantes principales : le style de Los Angeles, le style new-yorkais, le style palladium.
Souvent « danser la salsa portoricaine » signifie, en France, danser le style Los Angeles. Mais la salsa portoricaine recouvre également le style new-yorkais.

#### Style colombien

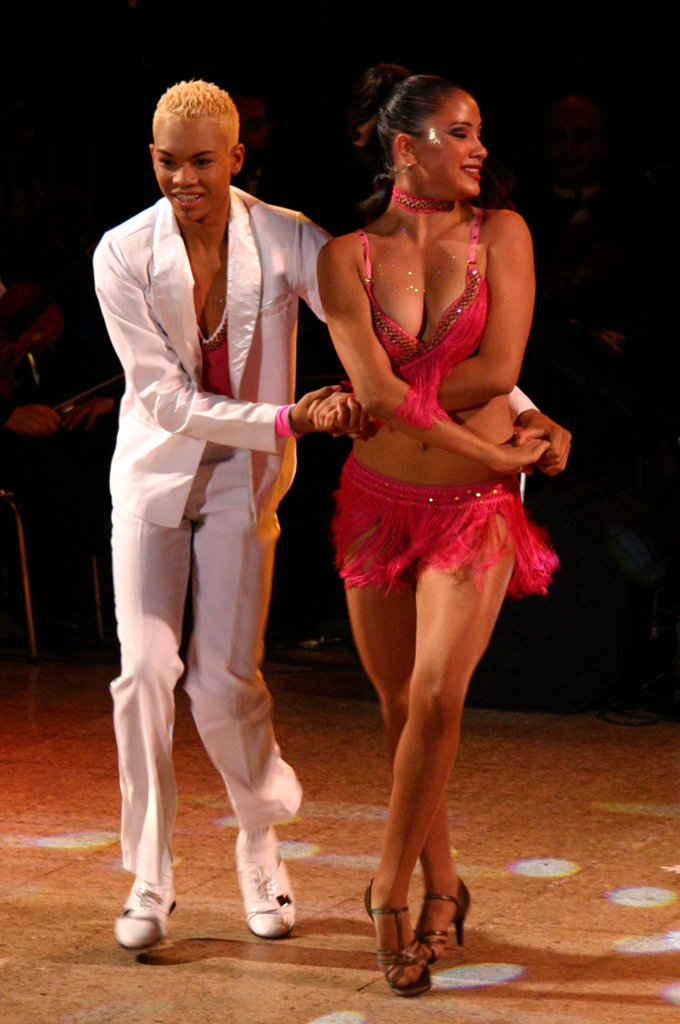
Danseurs de Cali en Colombie

Le style colombien est, quant à lui, le plus commun en Amérique latine. Il consiste en une danse très proche du corps de son/sa partenaire, où priment l'esthétique et le caractère plus que le mouvement ou les figures. Les jeux de jambes sont généralement plus complexes que pour les autres styles, tirant parfois vers le twist.
La salsa appelé caleña (originaire de la ville de Cali) a plusieurs différences sur la salsa cubaine et New York : un timing basé non pas sur le rythme mais sur la mélodie (différence la plus notable), des pas plus rapides et des changements soudains sur la chanson. À la fin des années 1960, à Cali, les danseurs de salsa, habités par le rythme, jouent les disques 33 tours en 45 tours : cela les met en valeur, et montre l'agilité de ces danseurs, pour la plupart issus de la communauté afro-colombienne en provenance de la ville de Buenaventura. On dit aussi pour cette raison que la salsa est la voix de peuple pauvre qui a fait sa révolution à travers la salsa, pendant que dans le monde les Beatles étaient en pleine explosion.

#### Formes de danses dérivées de la salsa
La salsa suelta se danse en ligne et pas en couple.
La salsa-aérobic combine des mouvements d’aérobic classiques avec des pas empruntés au mambo, à la samba, au cha-cha-cha, au flamenco, au merengue et à la salsa.
La zumba est un programme de fitness (conditionnement physique) colombien créé par Alberto « Beto » Perez, s'appuyant sur des rythmes et des chorégraphies inspirées des danses latines (salsa, merengue, cumbia…).
Le ragga jam salsa est une nouvelle tendance qui résulte du métissage des danses afro-caraïbéennes et jamaïcaines et s'inscrit dans la mouvance des musiques salsa-ragga et salsaton.
On parle parfois de salsa-tap lorsque l'on danse des claquettes sur de la salsa, chose qui reste extrêmement rare.
Le principe de la rueda de casino est issu de la rueda de Chachacha.
Le principe de la rueda de casino a été appliqué à d'autres danses : rueda de bachata, swing rueda…

### Académisation
Danse majoritairement populaire et apprise dans la rue, elle s'académise à grande vitesse depuis 1996. Cette année vit la naissance à Porto Rico de ce que l'on appelait alors le « Congrès Bacardi de la salsa » devenu « Congrès mondial de la Salsa ». Depuis, les congrès de danse salsa se sont généralisés au monde entier provoquant une académisation de cette danse et une séparation marquée entre les professionnels et les amateurs.

### Salsa comme activité physique
La salsa permet d’entretenir son corps tout en partageant des émotions.
C'est une danse qui demande au corps à la fois d’être souple (pour pouvoir enchaîner les pas et les figures) et tendu (pour marquer le rythme), et fait bien travailler certaines parties du corps comme la taille, les cuisses, les abdominaux ou le dos.

## Terme «salsa»
De nombreuses sources désignent le titre du son cubain Echale Salsita du Septeto d'Ignacio Piñeiro comme étant à l'origine du mot salsa. Or, si le son est bien l'ancêtre de la salsa, le mot salsa n'est pas encore utilisé pour désigner une musique, et dans ce morceau, il a juste la signification du mot espagnol salsa qui signifie sauce. C'est le public qui l'emploie pour que l'orchestre se mette à chauffer. De même employait-on le terme jazz. Les connotations étant à la fois sexuelle et culinaires.
Dans les années 1940, les cubains désignent par salseros des musiciens qui jouent dans différents groupes, mais il est encore trop tôt pour parler d'un genre Salsa.
En 1949, le Cubain Machito forme le groupe "Afro-cubans salseros".
En 1954, Cachao sort Mas Salsa que pescao.
En 1955, le Cubain Cheo Marquetti (en) forme le groupe Los salseros.
En 1961, Cal Tjader et Eddie Palmieri publient un album intitulé Salsa del alma (Soul Sauce, en anglais).
En 1962, Pupi Legarreta (es) sort un album intitulé Salsa Nueva con Pupi Legarreta.
En 1966, lors d'une interview de Richie Ray et Bobby Cruz à la Radio Difusora du Venezuela Richie répond que leur musique est comme la sauce ketchup, et l'animateur Phidias Danilo Escalona reprend le terme de sauce (salsa).
Cela dit, le mot SALSA n'est vraiment utilisé qu'à partir de 1973, lorsque Izzy Sanabria (illustrateur des pochettes de la Fania) l'utilise dans le magazine Latin New York (LNY) comme un mot nouveau pour désigner la musique latine, et que le label Fania l'utilise à son tour.
En août, le concert des Fania All Stars au Yankee Stadium est filmé et sort sous le nom Salsa en 1976.
Le 17 novembre 1973 (à 18h30) démarre à la télévision new-yorkaise le « Salsa TV Show » sur le canal 41 (WXTU). Le DJ Polito Vega anime « 100 % Salsa » sur la radio WBNX. Larry Harlow enregistre un album intitulé « Salsa ». Désormais, cette musique (qui existait depuis quelques années déjà) porte un nom.
Le mot salsa s'est vu donné un tas de définitions différentes : pour certains, il s'agit de la fusion de plusieurs rythmes (mais il s'agit plutôt d'une confusion avec le « melting pot »); pour d'autres : - un genre musical (dérivé du son montuno) - une étiquette commerciale - une famille plus ou moins large de genres musicaux, (elle inclut la plupart des musiques cubaines, la bomba et la plena de Porto Rico, la cumbia et le vallenato de Colombie, la bachata et le merengue dominicain, mais certains y incluent finalement toutes les musiques tropicales). Il faut cependant en exclure les musiques du Brésil de langue portugaise et fondées sur un instrumentarium relativement différent.

## Cultures africaines dans les Caraïbes
Les africains qui furent amenés aux Caraïbes provenaient principalement des régions de l'Afrique. Les Africains de différentes nations jouèrent un rôle important dans le développement musical du nouveau monde. Certains des peuples les plus influents furent : les Yorubas du Nigeria, les Bantous du Congo et de l'Angola, les Ewes-Fon et les Fanti-Ashanti du Dahomey et les Mandés ou Mandingues du Soudan.
Bien que certaines traditions musicales africaines furent perdues après avoir été transplantées aux Caraïbes, beaucoup se perpétuèrent jusqu'à nos jours. Ces traditions incluent :
- Des chants question-réponse (antiphonaux) dans lesquels des lignes improvisées par le chanteur solo reçoivent une réponse chorale fixe.
- Une polymétrique telle que des métriques doubles ou triples jouées simultanément.
- Une polyrythmie qui inclut des syncopes et des surimpositions de différentes parties, avec toutefois une pulsation qui tend à diviser les cellules en deux ou quatre temps.
- Des gammes pentatoniques et non européennes, particulièrement en respect des lignes vocales improvisées qui contiennent des inflexions ornementales.
- Le développement et la création de nombreux instruments, aussi bien de percussions et mélodiques.

Les instruments africains ne furent pas apportés avec le trafic d'esclaves. Les africains recréèrent leurs instruments avec les matériaux disponibles dans les îles et firent des adaptations au passage. Avec des variations, ces créations furent assez semblables à leurs ancêtres africains. Ce sont principalement des percussions, des cloches et des shakers.

### Influences espagnoles
De toutes les influences de la musique occidentale dans les Caraïbes, celle de la musique d'Espagne est prédominante dans les îles de langue espagnole. La musique espagnole, du fait de l'histoire riche et mouvementée de ce pays, est elle-même une combinaison d'influences européennes, arabes, gitanes, nordiques, indiennes et juives. La musique urbaine des Caraïbes fut influencée directement par la musique de la cour d'Espagne, de son théâtre, de son armée et de son église. La musique rurale que l'on trouve dans toute l'Amérique latine—connue comme Música campesina (es) (musique paysanne) -- est presque entièrement d'origine espagnole.
La tradition séculaire espagnole démontre un grand amour de la musique et de la danse populaire régionale, y compris des chants d'amour et nostalgiques, ainsi que des danses jubilatoires pratiquées par toutes les classes économiques de la société. De façon similaire, les peuples africains préservèrent leurs chants et leurs danses, ces dernières étant souvent polyarticulées (beaucoup de danseurs ensemble), ce qui attira la sensibilité des colonisateurs espagnols. Ce fut à travers l'échange entre les Africains et la classe ouvrière espagnole que les danses africaines devinrent une part de la culture populaire cubaine, et qu'elles remontèrent lentement l'échelle sociale jusqu'à être acceptées par la classe supérieure.
Le flamenco fut introduit à Cuba durant le XVIe siècle et il influença la musique des Caraïbes comme de l'Amérique latine. Avec le flamenco, de nouvelles influences arrivèrent : ce furent les gammes et les modes de l'Orient et des Indes, leurs instruments et rythmes couplés avec la musique du nord de l'Espagne et d'autres influences qui affectèrent le développement musical des Caraïbes. Ces formes et styles qui apparurent comprennent : la habanera et la rumba à Cuba, le joropo en Colombie et le jarabe (es) au Mexique, ainsi que d'autres.

### Influences du jazz et de la musique nord-américaine
Les styles musicaux d'Amérique du Nord, de l'Europe et des Caraïbes ont échangé des informations et se sont influencés les uns les autres pendant des siècles. C'est cependant lors du dernier siècle que nous trouvons les influences réciproques les plus notables, surtout entre le jazz nord-américain et la musique cubaine.
Il y a plusieurs facteurs qui conduisirent à ces influences réciproques :
- L'incorporation de traditions religieuses d'Afrique dans la musique cubaine.
- L'adaptation du style des fanfares militaires européennes dans l'instrumentation populaire.
- Le développement harmonique et les innovations introduites par les impressionnistes européens, mélangées avec les harmonies africaines (comme les gammes pentatoniques et blue).

Au début des années 1920, des styles comme le ragtime two-step, le fox-trot, le charleston et les claquettes étaient populaires dans les salles de danse cubaines. Des orchestres interprétaient de la musique traditionnelle cubaine mais ils utilisaient aussi l'instrumentation des orchestres de jazz, et de nouvelles harmonies jazz furent introduites dans cette musique populaire. Des artistes étrangers adaptèrent les rythmes cubains et les Cubains se mirent à commercialiser leur musique pour les touristes et sur les marchés extérieurs.
L'invention de la radio dans les années 1920, ainsi que le développement de l'industrie d'enregistrement des disques et du film parlant allaient développer le goût des auditeurs et permettre à la musique cubaine de connaître une renommée mondiale. Elle joua même un grand rôle comme source d'innovation et d'inspiration. Elle influença les styles étrangers tout comme elle avait réussi à assimiler et incorporer des influences étrangères. Cela résulta dans un style presque indistinguable de ses contre-parties "étrangères".
Le jazz et la musique des Caraïbes partagent un développement parallèle, surtout du fait que La Nouvelle-Orléans, le berceau du jazz, fait partie de la communauté des Caraïbes. Vers les années 1930, la musique cubaine et celle de Porto Rico s'établirent à New York et se répandirent à travers les États-Unis. Cette musique latine eut une profonde influence sur la musique nord-américaine, influence qui se perpétue encore aujourd'hui. La constante évolution de cette musique a donné naissance à des formes musicales comme le cubop, le latin jazz, la salsa, le latin rock et le latin fusion. Elle s'est aussi répandue dans des genres comme le rhythm and blues, le rock and roll et même le rap.
Cependant à Cuba, le jazz et les autres formes de musiques nord-américaine ont continué d'évoluer à l'intérieur du contexte de la musique traditionnelle cubaine. Les artistes cubains perpétuent non seulement les traditions de leur propre musique populaire, mais ils continuent aussi à explorer et créer de nouveaux sons en mélangeant les anciens styles avec les nouveaux, aussi bien qu'avec d'autres influences culturelles venues du Brésil, de Haïti, de la Jamaïque et d'Amérique du Sud : c'est le cas de la timba.

## Festivals de musique salsa
Voir la catégorie "Festival de salsa"
- Festival international de Salsa à Boca del Río, Veracruz (Mexique)
- El Salsodromo (Feria de Cali) (Colombie)
- Jour national de la salsa à Porto Rico
- El Festival de la Calle Ocho (en), lors du Carnaval de Miami
- Salsa al parque à Bogota (Colombie)
- Festival Latino Americando à Milan (Italie)

- En France :

- - Tempo latino à Vic-Fezensac
  - Latinossegor à Hossegor
  - Toros y Salsa à Dax
  - Festival cubain de La Seyne-sur-Mer
  - Fiest'A Sète à Sète (musiques du monde)
  - FIC (Festival International Cubano) à Orange
  - Festival Corazón latino à Cenon, près de Bordeaux
  - Porto Latino à Saint-Florent (Haute-Corse)
  - Peñas y Salsa à Bayonne
  - Y Salsa Festival à Lyon
  - Salsa Monaco à Monaco
  - Massilia Salsa congress à Marseille (avril 2012 : Los Van Van et Jimmy Bosch)
  - Paris Salsa Festival (PSF)

- En Suisse :
  - Sals'Addictos Festival à Lausanne

## Artistes majeurs
- Cuba :
  - Los Van Van
  - Willy Chirino
  - Rey Ruiz
  - Adalberto Álvarez
  - Orquesta Aragón
  - Issac Delgado
  - Sonora Matancera
  - Celia Cruz, surnommée la Reine de la Salsa.
  - Machito
  - Mongo Santamaría
  - Monguito
  - Gloria Estefan, ex chanteuse du Miami Sound Machine. Chanteuse de variété internationale connue dans le monde entier, elle a chanté quelques titres de salsa (Mi tierra, No Me Dejes De Querer, 3 Gotas de Agua Bendita en duo avec Celia Cruz), mais ce n'est pas son style principal.
  - Roberto Torres
  - Dan Den
  - Roberto Faz
  - José Curbelo
  - Ibrahim Ferrer
  - Pacho Alonso (es)
  - Elio Revé
- États-Unis :
  - Fania All-Stars
  - Tito Puente
  - Willie Colón
  - Eddie Palmieri
  - Larry Harlow
  - Marc Anthony
  - Henry Fiol
  - La India
  - Joe Cuba
  - Spanish Harlem Orchestra
- Colombie :
  - Joe Arroyo
  - Wilson Manyoma (es) (ou Wilson Manyoma Gil, ou Wilson Saoko, ou Saoko)
  - Fruko y sus Tesos
  - Grupo Niche
  - The Latin Brothers
  - Guayacán Orquesta
  - La Sabrosura
  - Los Titanes
  - Yuri Buenaventura
  - Calambuco
  - La 33
  - Kenabele Orquesta
- Nicaragua :
  - Luis Enrique
- Panama :
  - Rubén Blades
  - Omar Alfanno (es)
  - Camilo Azuquita
  - Roberto Blades
- Pérou :
  - Lucho Macedo (es)
  - Aníbal López (es) (ou Aníbal López Ríos)
- Porto Rico :
  - Andy Montáñez
  - Cheo Feliciano
  - Richie Ray
  - Papo Lucca
  - Bobby Cruz
  - Ray Barretto
  - El Gran Combo
  - DLG
  - Héctor Lavoe, surnommé "El Cantante De Los Cantantes", une des plus grandes voix de la salsa.
  - Tommy Olivencia
  - Ismael Miranda
  - Ismael Rivera
  - Tito Nieves
  - Víctor Manuelle : salsa romantica
  - Son by Four
  - Pete El Conde Rodríguez
  - Gilberto Santa Rosa
  - Frankie Ruiz
  - Tito Rojas
  - Tito Gómez
  - Jerry Rivera
  - Eddie Santiago
  - Salsa Kids (en)
- République dominicaine :
  - José Alberto "El Canario"
  - Johnny Pacheco
  - Mickey Taveras (es) (ou Miguel Vinicio Almánzar Taveras)
- Venezuela :
  - Oscar D'León
  - Adolescent's Orquesta
  - La Dimensión Latina, un des pionniers de la salsa
  - Salserín (es)
  - Guaco
  - Franklin Lozada